# Majj Zijade
Majj Zijade, właśc. Mari Zijada (arab. مي زيادة, Mārī Ziyāda; ur. 11 lutego 1886 w Nazarecie – zm. 17 października 1941 w Kairze), arabska poetka, pisarka i tłumaczka z Palestyny; autorka poezji w językach francuskim i arabskim; podejmowała tematykę społeczną; walczyła o równouprawnienie kobiet arabskich. Napisała poematy prozą, m.in. Ghajat al-hajat (1921), Zahumat wa aszi'a (1929).